# HEAO-2
El Observatorio Einstein fue el primer telescopio capaz de tomar imágenes en rayos X puesto en el espacio y el segundo de los tres que la NASA lanzó dentro del programa High Energy Astronomy Observatory HEAO-2. El observatorio fue nombrado en honor a Albert Einstein tras el lanzamiento. Fue una misión clave en el desarrollo de la astronomía de rayos X y sus resultados científicos cambiaron completamente la visión del cielo que tenían los especialistas en rayos X del momento.

## Misión
HEAO-2, Einstein, fue una misión de la NASA que involucró un consorcio de científicos de diversas instituciones, incluyendo el Harvard-Smithsonian Center for Astrophysics, la Universidad de Columbia, el Goddard Space Flight Center, y el MIT. Einstein fue lanzado a órbita terrestre baja por un cohete Atlas-Centaur el 13 de noviembre de 1978 y operó sin interrupción hasta abril de 1981. Tenía una resolución de algunos arcosegundos y un campo de visión de decenas de arcominutos, con una resolución 100 veces superior a cualquier telescopio de rayos X anterior.
Realizó los primeros estudios de espectroscopia de supernovas y encontró numerosas fuentes de rayos X en la galaxia de Andrómeda

## Instrumentos
Llevaba los siguientes instrumentos a bordo:
- Imaging Proportional Counter (IPC)
- High Resolution Imager (HRI)
- Solid State Spectrometer (SSS)
- Focal Plane Crystal Spectometer (FPCS)